# Championnat d'Écosse de football de deuxième division 2018-2019
Navigation
Édition précédente Édition suivante
Le championnat d'Écosse de football de 2e division 2018-2019 (ou Scottish Championship), est la 113e édition du Championnat d'Écosse de football D2. Il s'agit de la 6e édition de ce championnat sous cette nouvelle formule depuis la réforme du football écossais de 2013.
Cette épreuve regroupe 10 équipes qui s'affrontent quatre fois chacune, soit un total de 36 journées. Le champion est directement promu en Scottish Premiership et les trois équipes classées de la 2e à la 4e place disputent les barrages de promotion/relégation avec le 11e de Premiership. À l'inverse, le dernier du classement est relégué en League One et l'avant-dernier dispute les barrages de promotion/relégation contre les équipes classées 2e, 3e et 4e de division inférieure.

## Clubs participants à l'édition 2018-2019
| \| Alloa Athletic Ayr United Dundee United Dunfermline Athletic Falkirk Morton Inverness CT Partick Thistle Queen of the South Ross County \| Localisation des clubs engagés dans le championnat. |
| Alloa Athletic Ayr United Dundee United Dunfermline Athletic Falkirk Morton Inverness CT Partick Thistle Queen of the South Ross County                                                           |

| Club                         | Classement 2017-2018          | Entraîneur                        | Stade              | Capacité théorique | Ville       |
| ---------------------------- | ----------------------------- | --------------------------------- | ------------------ | ------------------ | ----------- |
| Partick Thistle              | 11e Scottish Premiership (SP) | Gary Caldwell                     | Firhill Stadium    | 10 102             | Glasgow     |
| Ross County                  | 12e Scottish Premiership (SP) | Steven Ferguson Stuart Kettlewell | Victoria Park      | 6 541              | Dingwall    |
| Dundee United                | 3e                            | Robbie Neilson                    | Tannadice Park     | 14 229             | Dundee      |
| Dunfermline Athletic         | 4e                            | Stevie Crawford                   | East End Park      | 11 480             | Dunfermline |
| Inverness Caledonian Thistle | 5e                            | John Robertson                    | Caledonian Stadium | 7 750              | Inverness   |
| Queen of the South           | 6e                            | Gary Naysmith                     | Palmerston Park    | 8 690              | Dumfries    |
| Greenock Morton              | 7e                            | Jonatan Johansson                 | Cappielow Park     | 11 589             | Greenock    |
| Falkirk FC                   | 8e                            | Ray McKinnon                      | Falkirk Stadium    | 8 750              | Falkirk     |
| Ayr United                   | 1er League One (D3)           | Ian McCall                        | Somerset Park      | 10 185             | Ayr         |
| Alloa Athletic               | 3e League One (D3)            | Jim Goodwin                       | Recreation Park    | 3 100              | Alloa       |

## Compétition

### Règlement
Le classement est établi sur le barème de points classique (victoire à 3 points, match nul à 1, défaite à 0). Les clubs à égalité en nombre de points sont départagés en fonction des critères suivants :
1. Plus grande différence de buts générale
2. Plus grand nombre de buts marqués
3. Confrontations directes entre les équipes : 
  1. points terrain ;
  2. différence de buts particulière ;
  3. nombre de buts inscrits
4. Dans le cas où l'égalité persiste et où une place de promotion/relégation est en jeu, les équipes se départagent lors d'un match d'appui sur terrain neutre ; sinon (place ne présentant aucun enjeu), elles sont déclarées ex aequo.

### Classement général
| Rang | Équipe                       | Pts | J  | G  | N  | P  | Bp | Bc | Diff |
| ---- | ---------------------------- | --- | -- | -- | -- | -- | -- | -- | ---- |
| 1    | Ross County R                | 71  | 36 | 21 | 8  | 7  | 63 | 34 | +29  |
| 2    | Dundee United                | 65  | 36 | 19 | 8  | 9  | 49 | 40 | +9   |
| 3    | Inverness Caledonian Thistle | 56  | 36 | 14 | 14 | 8  | 48 | 40 | +8   |
| 4    | Ayr United P                 | 54  | 36 | 15 | 9  | 12 | 50 | 38 | +12  |
| 5    | Greenock Morton              | 46  | 36 | 11 | 13 | 12 | 36 | 45 | -9   |
| 6    | Partick Thistle R            | 43  | 36 | 12 | 7  | 17 | 43 | 52 | -9   |
| 7    | Dunfermline Athletic         | 41  | 36 | 11 | 8  | 17 | 33 | 40 | -7   |
| 8    | Alloa Athletic P             | 39  | 36 | 10 | 9  | 17 | 39 | 53 | -14  |
| 9    | Queen of the South           | 38  | 36 | 9  | 11 | 16 | 41 | 48 | -7   |
| 10   | Falkirk FC                   | 38  | 36 | 9  | 11 | 16 | 37 | 49 | -12  |

Promotions
- Promotion en Scottish Premiership
- Qualification pour les barrages de promotion

Relégations
- Relégation en Scottish League One
- Barrages de relégation

Abréviations
- P : Promus de Scottish League One 2017-2018
- R : Relégué de Scottish Premiership 2017-2018

### Matchs
| Résultats (▼dom., ►ext.)                                   | ALL | AYR | DUN | DNF | FAL | GRE | INV | PAR | QUE | ROS |
| Alloa Athletic                                             |     | 0-2 | 1-1 | 0-1 | 0-2 | 0-2 | 0-0 | 1-0 | 2-0 | 0-1 |
| Ayr United                                                 | 3-0 |     | 2-0 | 4-1 | 3-2 | 0-0 | 2-3 | 2-0 | 1-1 | 3-3 |
| Dundee United                                              | 4-2 | 0-5 |     | 2-3 | 2-1 | 1-1 | 1-1 | 3-1 | 2-0 | 1-5 |
| Dunfermline Athletic                                       | 0-0 | 0-0 | 0-2 |     | 0-1 | 3-0 | 0-3 | 1-0 | 0-1 | 1-3 |
| Falkirk                                                    | 2-2 | 0-1 | 0-2 | 0-2 |     | 0-0 | 0-1 | 1-1 | 0-3 | 1-1 |
| Greenock Morton                                            | 0-2 | 1-5 | 1-1 | 1-1 | 1-0 |     | 1-2 | 5-1 | 2-2 | 2-1 |
| Inverness CT                                               | 2-2 | 0-0 | 1-1 | 2-2 | 2-3 | 1-1 |     | 3-2 | 0-0 | 2-2 |
| Partick Thistle                                            | 2-2 | 0-1 | 1-2 | 2-0 | 2-1 | 1-0 | 0-1 |     | 3-2 | 0-2 |
| Queen of the South                                         | 3-3 | 5-0 | 1-2 | 0-0 | 2-0 | 1-2 | 3-3 | 1-0 |     | 0-0 |
| Ross County                                                | 1-0 | 2-1 | 0-1 | 2-1 | 2-0 | 5-0 | 0-0 | 2-0 | 1-1 |     |
| - Victoire à domicile - Match nul - Victoire à l'extérieur |     |     |     |     |     |     |     |     |     |     |

| Résultats (▼dom., ►ext.)                                   | ALL | AYR | DUN | DNF | FAL | GRE | INV | PAR | QUE | ROS |
| Alloa Athletic                                             |     | 1-3 | 2-1 | 0-1 | 1-2 | 2-1 | 1-2 | 0-2 | 1-0 | 1-0 |
| Ayr United                                                 | 1-1 |     | 1-0 | 1-2 | 0-1 | 1-1 | 0-1 | 0-1 | 1-0 | 1-3 |
| Dundee United                                              | 2-1 | 2-1 |     | 1-0 | 2-0 | 2-1 | 1-0 | 1-1 | 1-2 | 1-0 |
| Dunfermline Athletic                                       | 2-2 | 0-1 | 0-1 |     | 0-1 | 0-1 | 1-0 | 3-0 | 1-0 | 1-2 |
| Falkirk                                                    | 1-2 | 2-0 | 1-1 | 2-4 |     | 0-2 | 2-2 | 1-1 | 3-0 | 3-2 |
| Greenock Morton                                            | 1-2 | 0-0 | 1-0 | 0-0 | 1-1 |     | 2-2 | 0-3 | 1-0 | 1-0 |
| Inverness CT                                               | 3-2 | 1-0 | 0-2 | 1-0 | 0-0 | 1-0 |     | 1-2 | 1-2 | 1-2 |
| Partick Thistle                                            | 2-1 | 1-2 | 2-1 | 2-2 | 1-1 | 1-2 | 1-2 |     | 2-1 | 2-4 |
| Queen of the South                                         | 1-2 | 1-1 | 0-1 | 2-1 | 1-1 | 1-1 | 0-2 | 0-3 |     | 4-0 |
| Ross County                                                | 2-0 | 3-2 | 1-1 | 1-0 | 2-1 | 2-0 | 2-1 | 0-0 | 4-0 |     |
| - Victoire à domicile - Match nul - Victoire à l'extérieur |     |     |     |     |     |     |     |     |     |     |

### Barrages de promotion/relégation en D1/D2
Les équipes classées deuxième, troisième et quatrième participent aux barrages. Si une de ces équipes remporte cette compétition prenant la forme d'une coupe en matches aller-retour, elle accède à la division supérieure.
La quatrième équipe participante est l'équipe ayant terminé à l'avant-dernière place de la division supérieure. Si cette équipe remporte la compétition, elle se maintient dans sa division. Dans le cas contraire, elle est reléguée.

#### Quarts de finale
| 7 mai 2019 | Ayr United | 1 – 3   | Inverness Caledonian Thistle |                                           |                                           |
|            | Rose 65e   | (0 – 1) | Trafford 33e · White 51e 76e | Spectateurs : 2 171 Arbitrage : Alan Muir | Spectateurs : 2 171 Arbitrage : Alan Muir |
|            | BBC        |         |                              | Spectateurs : 2 171 Arbitrage : Alan Muir | Spectateurs : 2 171 Arbitrage : Alan Muir |

| 11 mai 2018 | Inverness Caledonian Thistle | 1 – 1   | Ayr United  |                                               |                                               |
|             | Donaldson 79e                | (0 – 1) | McCowan 19e | Spectateurs : 2 323 Arbitrage : Steven McLean | Spectateurs : 2 323 Arbitrage : Steven McLean |
|             | BBC                          |         |             | Spectateurs : 2 323 Arbitrage : Steven McLean | Spectateurs : 2 323 Arbitrage : Steven McLean |

Score cumulé : Inverness Caledonian Thistle - Ayr United : 4 – 2

#### Demi-finale
| 14 mai 2018 | Inverness Caledonian Thistle | 0 – 1   | Dundee United |                                            |                                            |
|             |                              | (0 – 0) | McMullan 78e  | Spectateurs : 2 604 Arbitrage : Nick Walsh | Spectateurs : 2 604 Arbitrage : Nick Walsh |
|             | BBC                          |         |               | Spectateurs : 2 604 Arbitrage : Nick Walsh | Spectateurs : 2 604 Arbitrage : Nick Walsh |

| 17 mai 2018 | Dundee United                        | 3 – 0   | Inverness Caledonian Thistle |                                              |                                              |
|             | Clark 45+1e · Sow 54e · Šafranko 80e | (1 – 0) |                              | Spectateurs : 8 540 Arbitrage : Kevin Clancy | Spectateurs : 8 540 Arbitrage : Kevin Clancy |
|             | BBC                                  |         |                              | Spectateurs : 8 540 Arbitrage : Kevin Clancy | Spectateurs : 8 540 Arbitrage : Kevin Clancy |

Score cumulé : Dundee United - Inverness Caledonian Thistle : 4 – 0

#### Finale
| 23 mai 2018 | Dundee United | 0 – 0   | St Mirren |                                               |                                               |
|             |               | (0 – 0) |           | Spectateurs : 11 062 Arbitrage : Bobby Madden | Spectateurs : 11 062 Arbitrage : Bobby Madden |
|             | BBC           |         |           | Spectateurs : 11 062 Arbitrage : Bobby Madden | Spectateurs : 11 062 Arbitrage : Bobby Madden |

| 26 mai 2018 | St Mirren         | 1 – 1 2 – 0 t. a. b.  | Dundee United |                                             |                                             |
|             | Mullen 26e        | (1 – 1, 1 – 1, 1 – 1) | Clark 23e     | Spectateurs : 8 000 Arbitrage : John Beaton | Spectateurs : 8 000 Arbitrage : John Beaton |
|             | BBC               |                       |               | Spectateurs : 8 000 Arbitrage : John Beaton | Spectateurs : 8 000 Arbitrage : John Beaton |
|             | Tirs au but 2 – 0 |                       |               | Spectateurs : 8 000 Arbitrage : John Beaton | Spectateurs : 8 000 Arbitrage : John Beaton |

Score cumulé : St Mirren - Dundee United : 1 – 1 et 2 – 0 aux tirs au but. St Mirren se maintient en Scottish Premiership.

### Classement des buteurs
| Rang | Joueur             | Club                         | Buts |
| ---- | ------------------ | ---------------------------- | ---- |
| 1    | Lawrence Shankland | Ayr United                   | 24   |
| 2    | Stephen Dobbie     | Queen of the South           | 21   |
| 3    | Billy McKay        | Ross County                  | 17   |
| 4    | Pavol Šafranko     | Dundee United                | 12   |
| 4    | Zak Rudden         | Falkirk                      | 12   |
| 6    | Alan Trouten       | Alloa Athletic               | 10   |
| 7    | Josh Mullin        | Ross County                  | 9    |
| 8    | Brian Graham       | Ross County                  | 8    |
| 8    | Nicky Clark        | Dundee United                | 8    |
| 10   | Blair Spittal      | Partick Thistle              | 7    |
| 10   | Iain Flannigan     | Alloa Athletic               | 7    |
| 10   | Jordan White       | Inverness Caledonian Thistle | 7    |

### Récompenses individuelles
| Mois      | Entraîneur du mois                | Entraîneur du mois           | Joueur du mois     | Joueur du mois               |
| Mois      | Entraîneur                        | Club                         | Joueur             | Club                         |
| --------- | --------------------------------- | ---------------------------- | ------------------ | ---------------------------- |
| Août      | Ian McCall                        | Ayr United                   | Lawrence Shankland | Ayr United                   |
| Septembre | Steven Ferguson Stuart Kettlewell | Ross County                  | Stephen Dobbie     | Queen of the South           |
| Octobre   | Steven Ferguson Stuart Kettlewell | Ross County                  | Billy McKay        | Ross County                  |
| Novembre  | Robbie Neilson                    | Dundee United                | Fraser Aird        | Dundee United                |
| Décembre  | Jim Goodwin                       | Alloa Athletic               | Dario Zanatta      | Alloa Athletic               |
| Janvier   | Gary Naysmith                     | Queen of the South           | Stephen Dobbie     | Queen of the South           |
| Février   | Stevie Crawford                   | Dunfermline Athletic         | Billy McKay        | Ross County                  |
| Mars      | John Robertson                    | Inverness Caledonian Thistle | Aaron Doran        | Inverness Caledonian Thistle |
| Avril     | Steven Ferguson Stuart Kettlewell | Ross County                  | Brian Graham       | Ross County                  |